# Radljevo
Radljevo (cyr. Радљево) – wieś w Serbii, w okręgu kolubarskim, w gminie Ub. W 2011 roku liczyła 565 mieszkańców.